# Světlana Glaserová
Světlana Glaserová, roz. Kličková (* 24. března 1956 Praha) je česká spisovatelka, překladatelka z ruštiny, scenáristka, animátorka a ilustrátorka.

## Život
Narodila se v Praze, jako druhá ze tří dětí spisovatele Václava Kličky. Po základní škole studovala SUPŠ v Praze, obor Animovaný film, kterou ukončila maturitou v roce 1976.
V letech 1977 – 1978 byla krátce zaměstnána v České televizi jako animátorka. Se svými malovanými šperky se zúčastnila několika ročníků Salónu mladých výtvarníků v Praze. Po roce 1989 spolupracovala se svým mužem Bedřichem Glaserem na společných projektech a napsala několik scénářů ke krátkým animovaným filmům, které společně s manželem realizovala za podpory Fondu pro českou kinematografii MKČR. Jako scenáristka se v r. 2000 umístila se svým scénářem pro celovečerní film „Náhoda“ mezi šesti finalisty v soutěži vyhlášené Sundance Institutem Nadace Roberta Redforda.
Od r. 2009 se jako předsedkyně o.s. Společná obrana intenzivně věnuje potírání nekalých obchodních praktik různých nepoctivých obchodních subjektů a pomoci občanům, kteří se stali jejich oběťmi. Touto otázkou se zabývá i její první kniha Kdopak by se šmejdů bál?, kterou vydala v roce 2015.
Všechny knihy, které od té doby napsala, si sama ilustrovala.
Od roku 1977 je vdaná, jejím manželem je Bedřich Glaser, malíř, režisér a animátor (mimo jiné téměř všech filmů Jana Švankmajera od roku 1979). Má čtyři děti: Magdalena 1978, Karolina 1979, Michael 1990, Martin 1992.

## Dílo

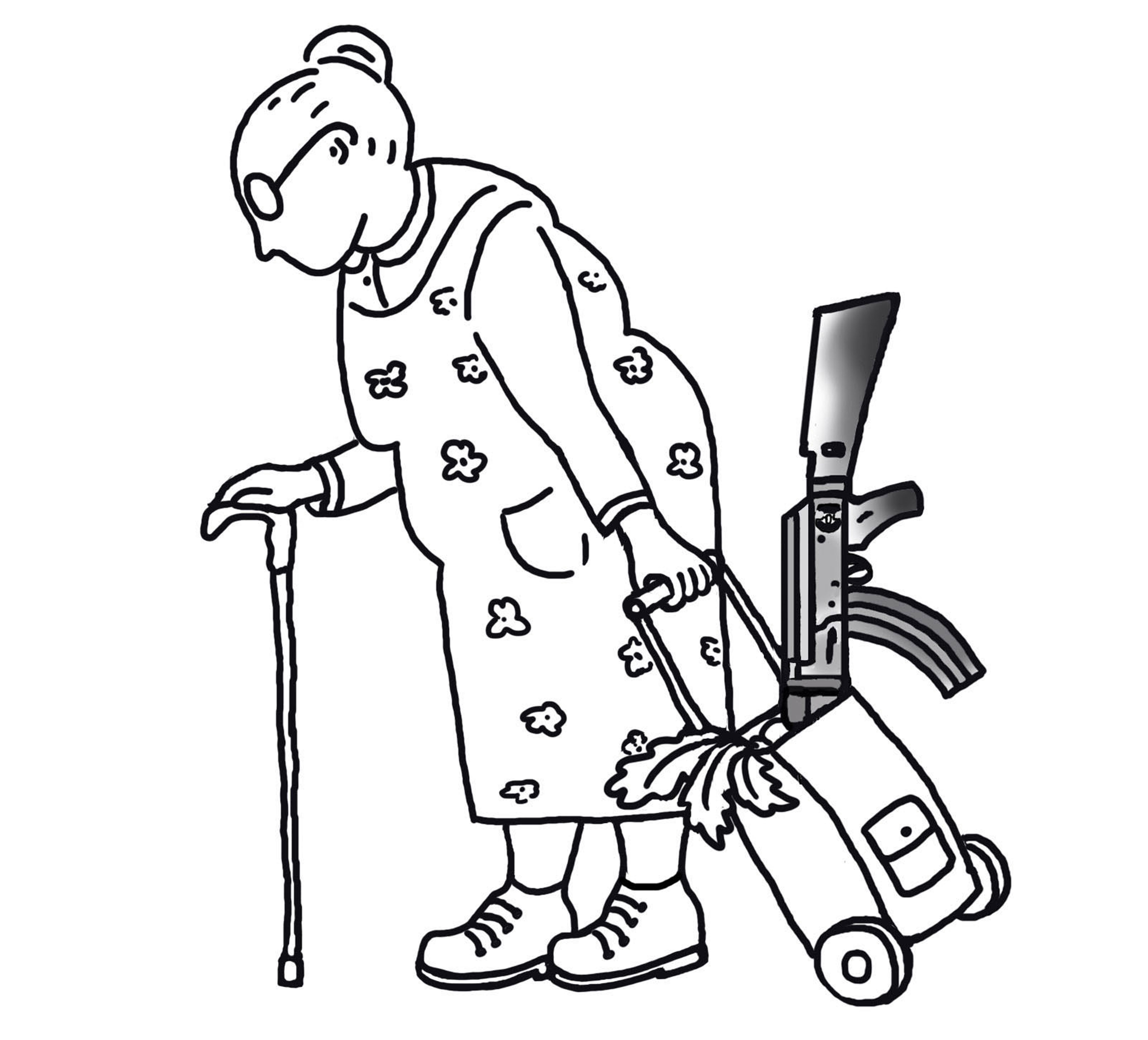
Kdopak by se šmejdů bál?, ilustrace

### Knihy

Rusanda na větvi, ilustrace

- Kdopak by se šmejdů bál?, 2015 (nakl. Euromedia Group)
- Rusanda na větvi, 2016 (nakl. Euromedia Group)
- Trosečník sibiřský, 2018 (nakl.Albatros-PLUS)
- Osiánův cestovní kotlík aneb s Kelty nejsou žerty 2020 (nakl.Albatros)
- Bedřich z Ořecha, 2022 (nakl. MAŤA)

### Překlady z ruského jazyka
- Tříska (Vladimír Zazubrin, 2022, nakl. MAŤA)
- Teorie plukovníka Babukina ( Ivan Šmeljov, 2022, nakl. MAŤA)

### Reference

Trosečník sibiřský, ilustrace

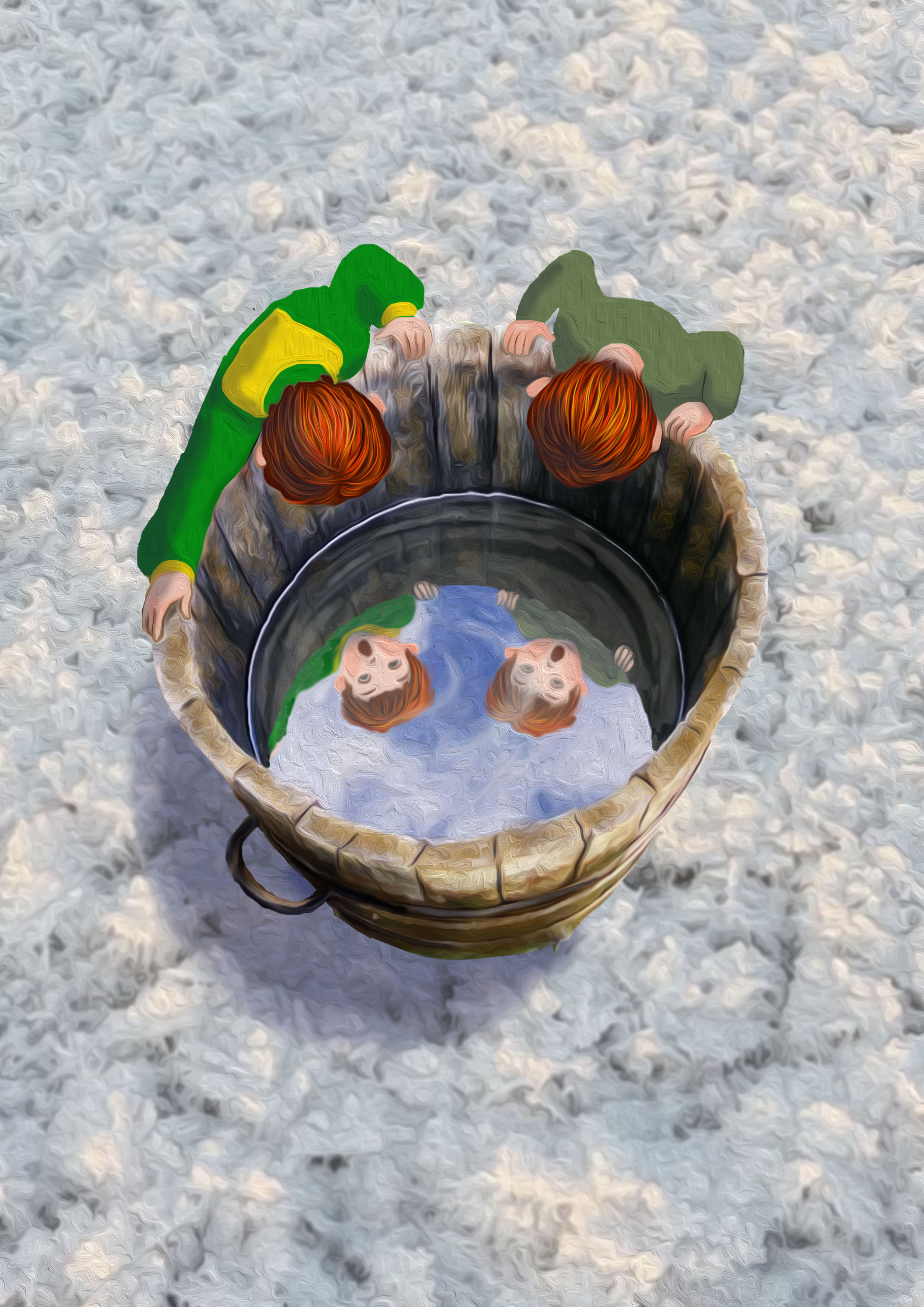
Osiánův cestovní kotlík, aneb s Kelty nejsou žerty, ilustrace